# Wieringermeer
Wieringermeer est une ancienne commune et un polder situé dans la province de la Hollande-Septentrionale. La superficie était de 309,37 km² dont 102,70  km² d’eau. Elle correspond exactement au Wieringermeerpolder.
Elle  est constituée des villes, villages et/ou districts de Kreileroord, Middenmeer, Slootdorp, Wieringerwerf.
Elle fait maintenant partie de la commune de Hollands Kroon.

## Histoire
La plaine appartenant au Gau de Texla ou à celui de Wiron (les documents manquent) fut envahie par la mer lors de plusieurs inondations, dont celle de la Toussaint de 1170.
Le Wieringermeerpolder a été reconquis au XXe siècle dans le cadre des Travaux du Zuiderzee. Les travaux de construction du polder débutèrent en 1927. Selon le programme d’origine, il ne devait être créé qu'après la construction de l'Afsluitdijk. Mais le manque de terres agricoles fit changer le planning. Le polder serait créé dans le Zuiderzee sans attendre quelques mois de plus et la formation du lac d’eau douce qu'est l'IJsselmeer. Il faut dire que la réalisation de l'Afsluitdijk a été plus rapide que ne le prévoyait le planning. Mais ce choix avait deux inconvénients majeurs, il fallut ériger des digues plus robustes puisque dans un golfe marin et les terres étaient conquises sur de l'eau salée, ce qui nécessitait un traitement supplémentaire. L’assèchement définitif du polder s'acheva le 21 août 1930.
La terre est devenue arable à partir de 1934, ceci peut sembler long mais le terrain avait besoin d'être dessalé, essentiellement par l'action de la pluie; ce ne sera pas le cas du Flevopolder construit un peu plus tard à partir d'un lac d'eau douce. Quatre villages ont été construits : Slootdorp (1931), Middenmeer (1933), Wieringerwerf (1936) et Kreileroord (1957). La commune a été créée le 1er juillet 1941. Elle est située sur l’emplacement d’un lac qui existait au Moyen Âge. Le nom de la commune signifiant lac de Wieringen.
À la fin de l’occupation nazie, le 17 avril 1945, un officier allemand ordonna le minage de la digue pour empêcher le débarquement allié. Le barrage fut dynamité à deux endroits et deux jours après le polder était inondé. Mais la population avait été prévenue et il n’y eut aucune victime. Après la guerre, le polder fut réparé et considéré comme asséché le 11 décembre 1945, mais toutes les cultures et presque toutes les infrastructures ont été perdues. L'hôtel de ville a été inondé mais une salle temporaire a été épargnée. Ce fut l'« Arche de Noé » dit-on, faisant allusion au fait qu'il était presque le seul endroit resté sec. L'eau qui avait envahi le polder étant de l'eau douce, il ne fut pas nécessaire de désaliniser le sol.
Depuis 2012, la commune a fusionné avec d'autres pour former le Hollands Kroon.

## Économie
Wieringermeer étant principalement constitué de terres arables, l'activité se concentre sur la production de pommes de terre, maïs et betterave à sucre, ainsi que sur l'horticulture et l'élevage. Par ailleurs, peu d'industries légères sont présentes.